# Johannes Irgens
Johannes Irgens, född 31 juli 1869 i Ås i Norge, död 29 december 1939 i Oslo, var en norsk diplomat. Han var son till Marcus Irgens.
Irgens blev juris kandidat 1892 høiesterestsadvokat 1900, sekreterare i 2:a konsulatkommittén 1902, var minister i London 1908-10 samt utrikesminister i Wollert Konows och Jens Bratlies regeringar 1910-1913, Han var därefter stiftsamtman i Hamar och amtman i Hedemarken 1914-16, minister i Köpenhamn och Haag 1916-1922, 1921-1922 även i Bryssel, i Rom och Bern från 1922, från 1927 även i Aten och från 1930 i Bukarest.
Riddare av Kungl. Nordstjärneorden 1902.